# Gheris El Ouloui
Gheris El Ouloui (en àrab اغريس العلوي, Iḡrīs al-ʿUlwī; en amazic ⵖⵔⵉⵙ ⴰⴼⵍⵍⴰ) és una comuna rural de la província d'Errachidia, a la regió de Drâa-Tafilalet, al Marroc. Segons el cens de 2014 tenia una població total de 12.043 persones.